# Áreas protegidas de Namibia

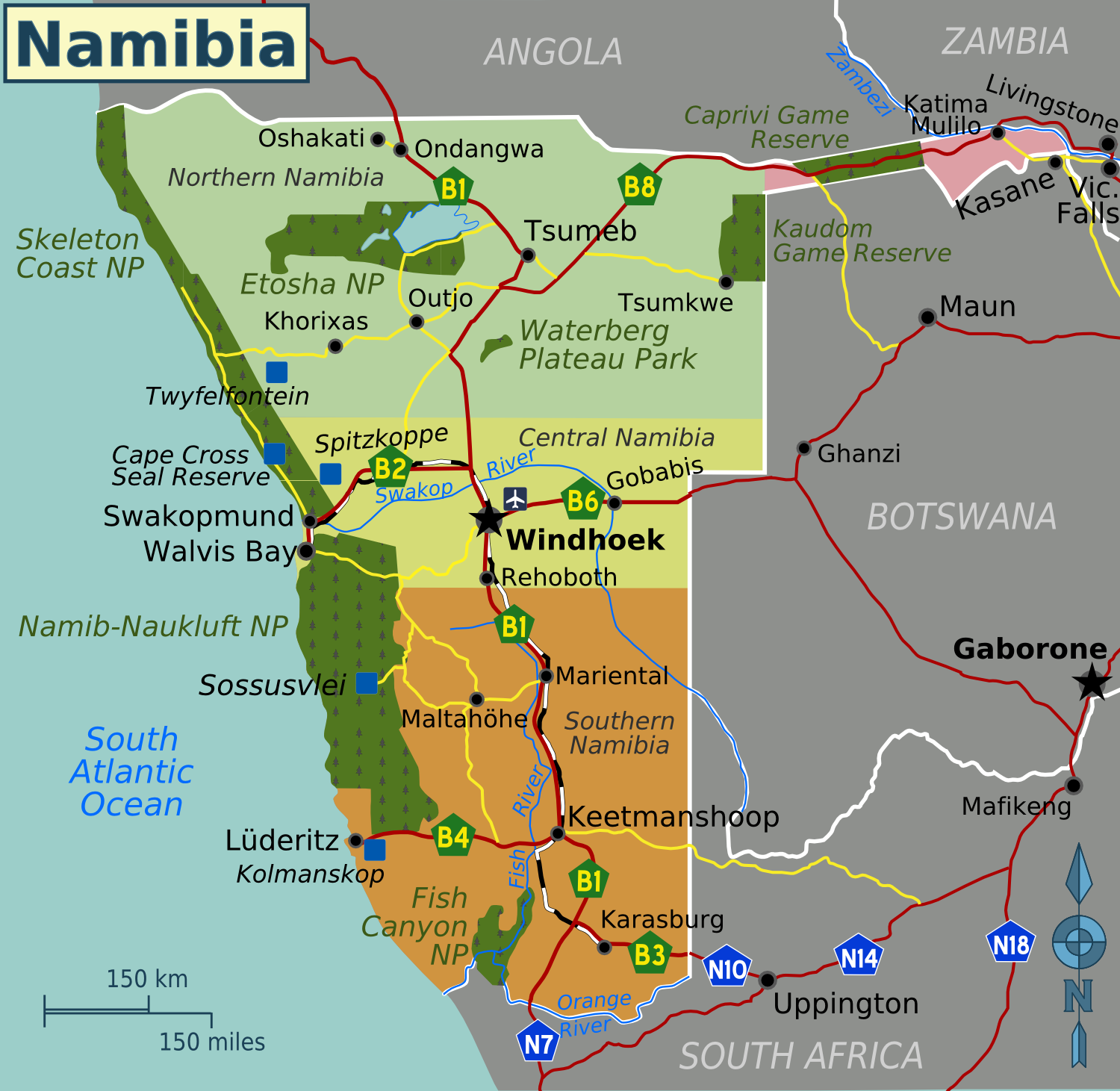

Según la IUCN, en Namibia había, en 2024, 177 áreas protegidas, que cubren una superficie de 328,926 km2, el 39,92 % de su superficie (823.998 km2), y 9505 km2 de áreas marinas, el 1,69 % de la superficie marina del país, 562.162 km2. En este contexto, hay 19 parques nacionales, 1 área marina protegida, 19 áreas de protección pesquera, 3 concesiones, 38 bosques comunitarios, 2 reservas privadas, 86 áreas de conservación comunitaria y 3 bosques estatales. Como designaciones internacionales, hay 5 sitios Ramsar y 1 sitio patrimonio de la humanidad. 

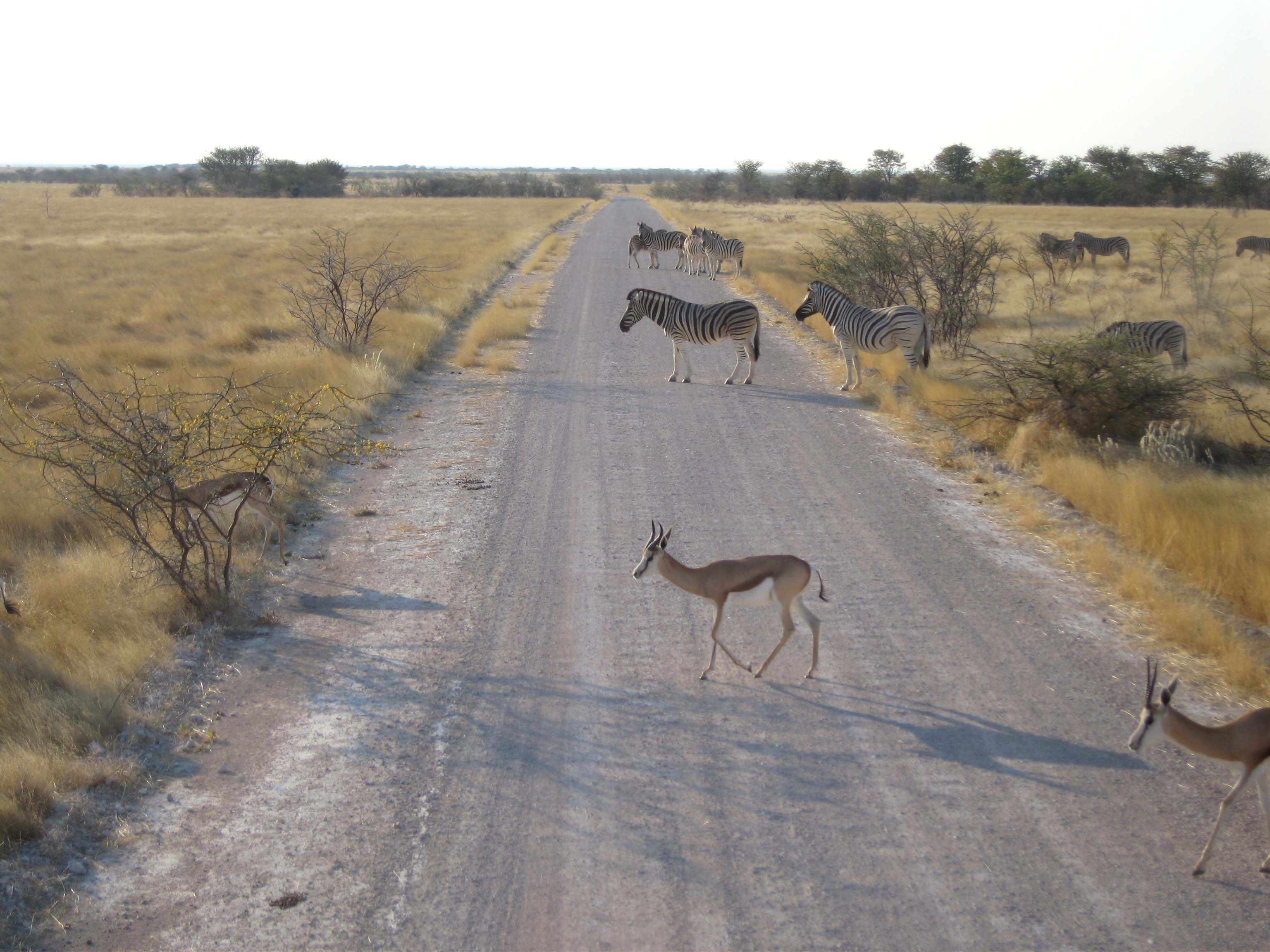
Parque nacional Etosha, cebras y springboks.

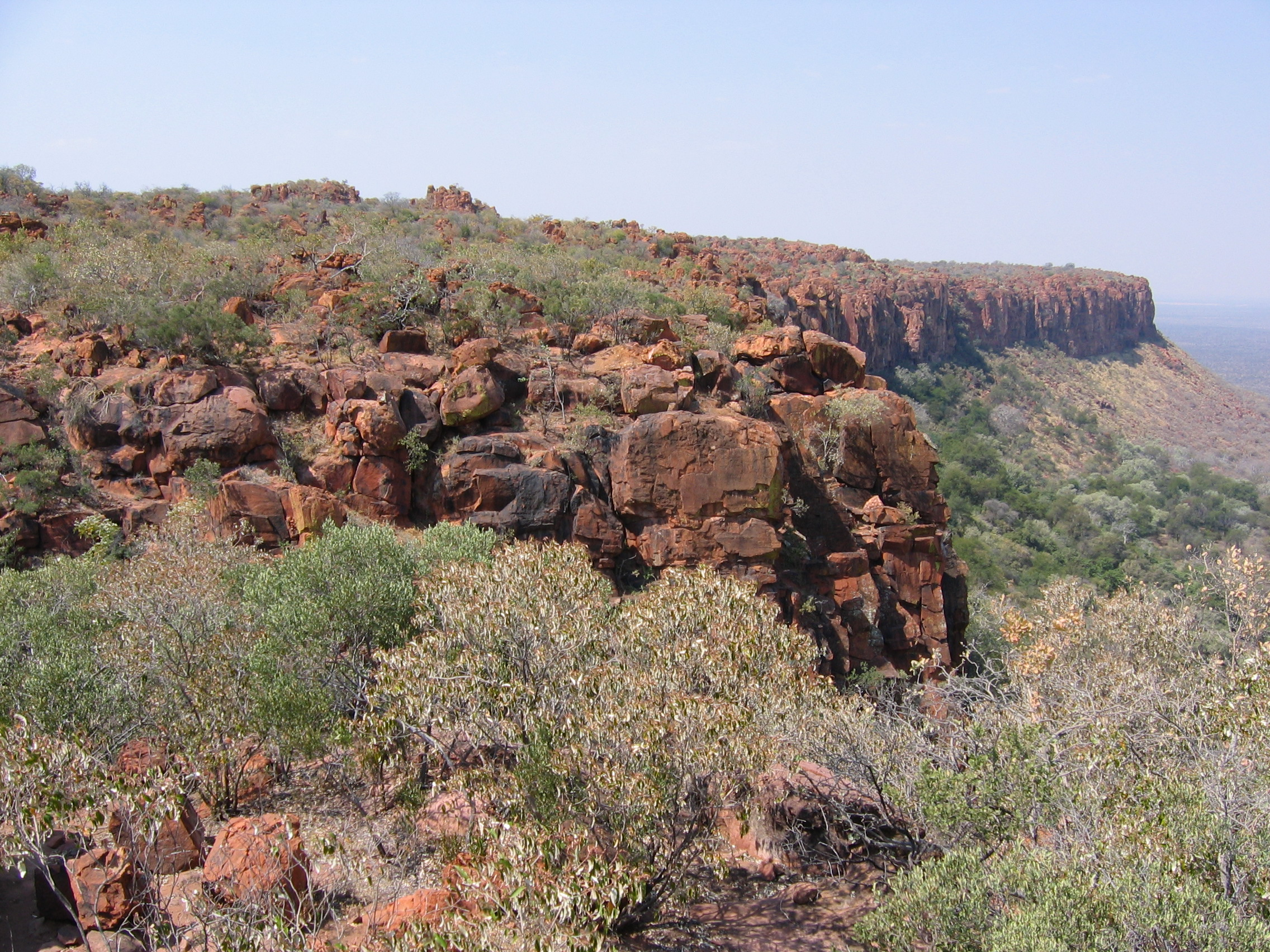
Parque nacional de Waterberg.

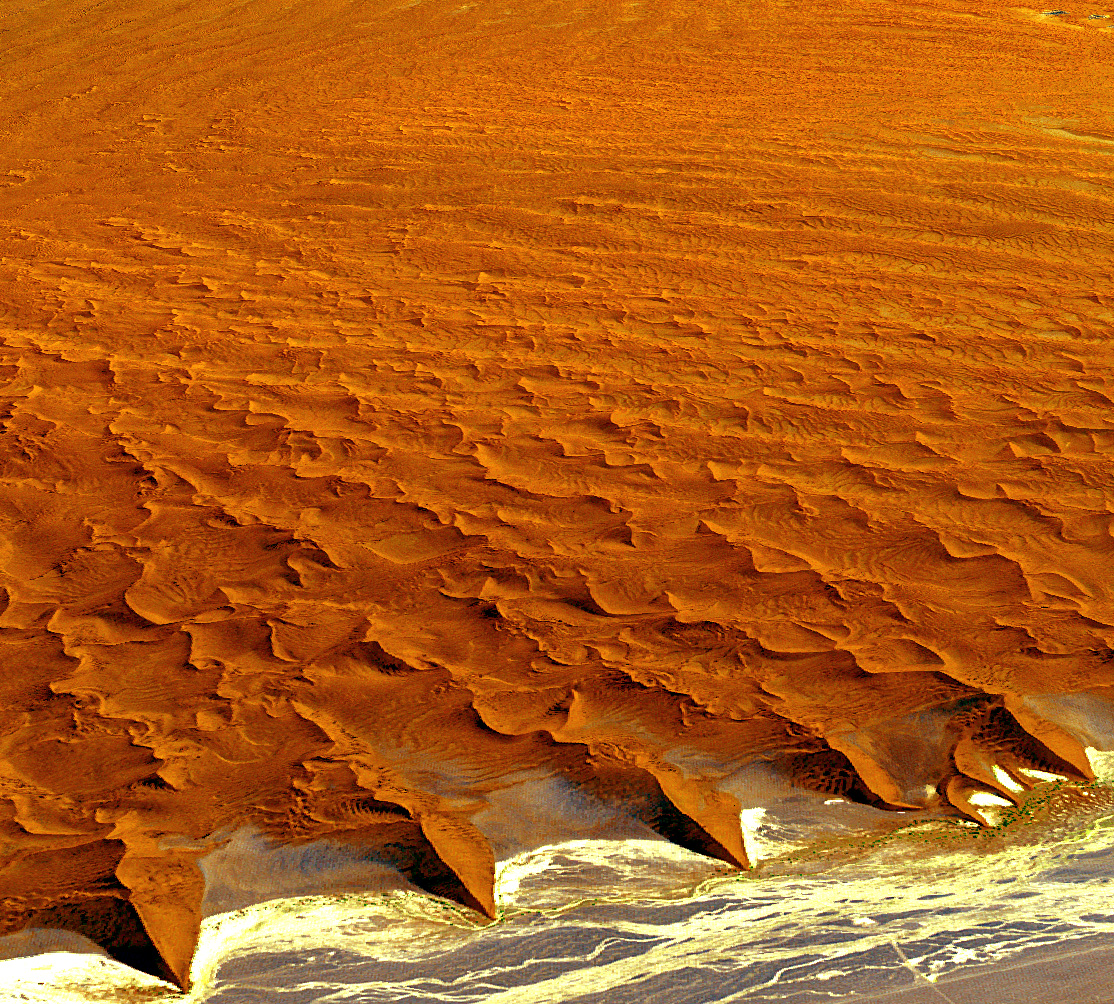
Parque nacional de Namib-Naukluft

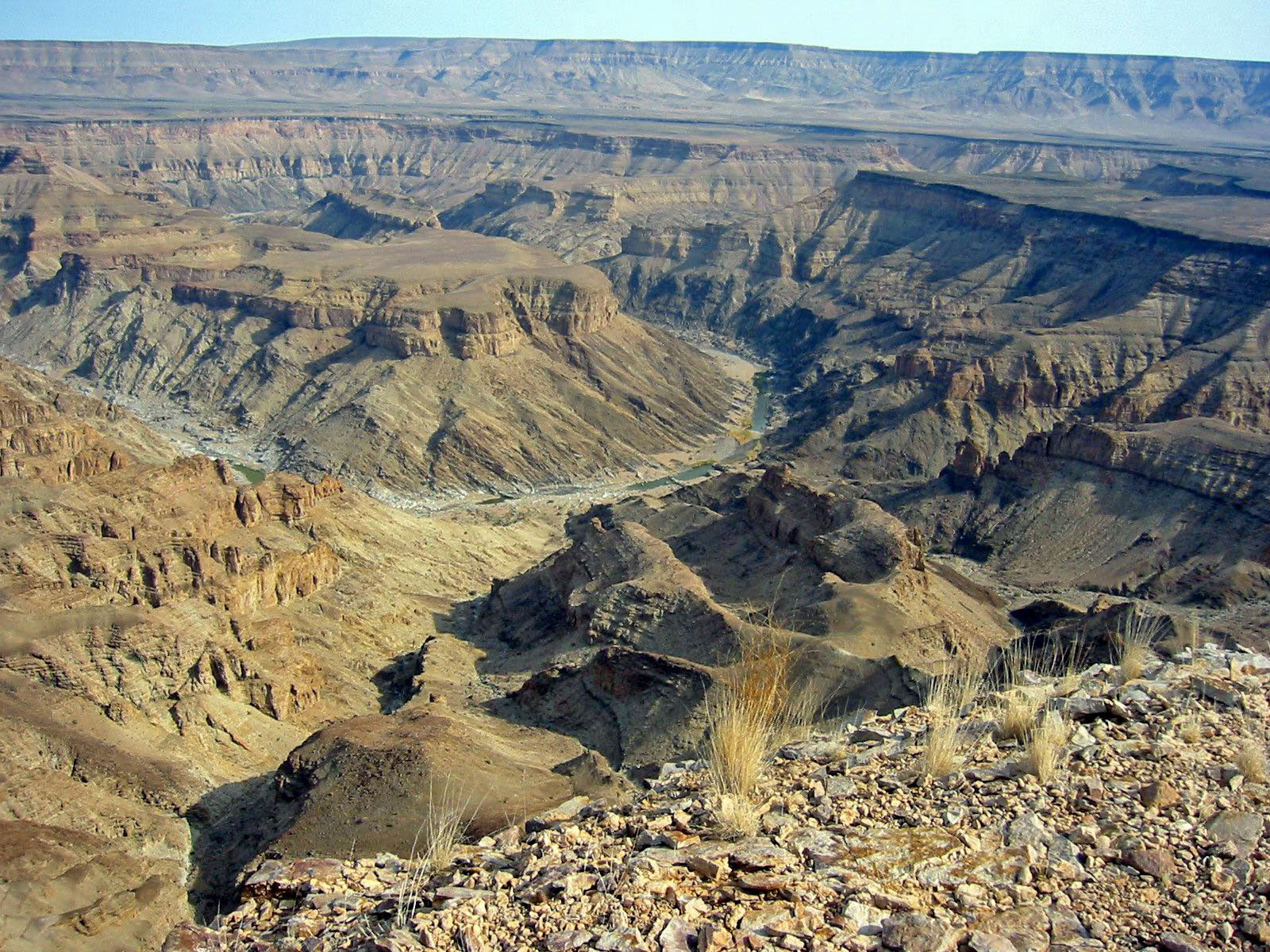
Cañón del río Fish en el Parque nacional de ǀAi-ǀAis/Richtersveld

## Parques nacionales

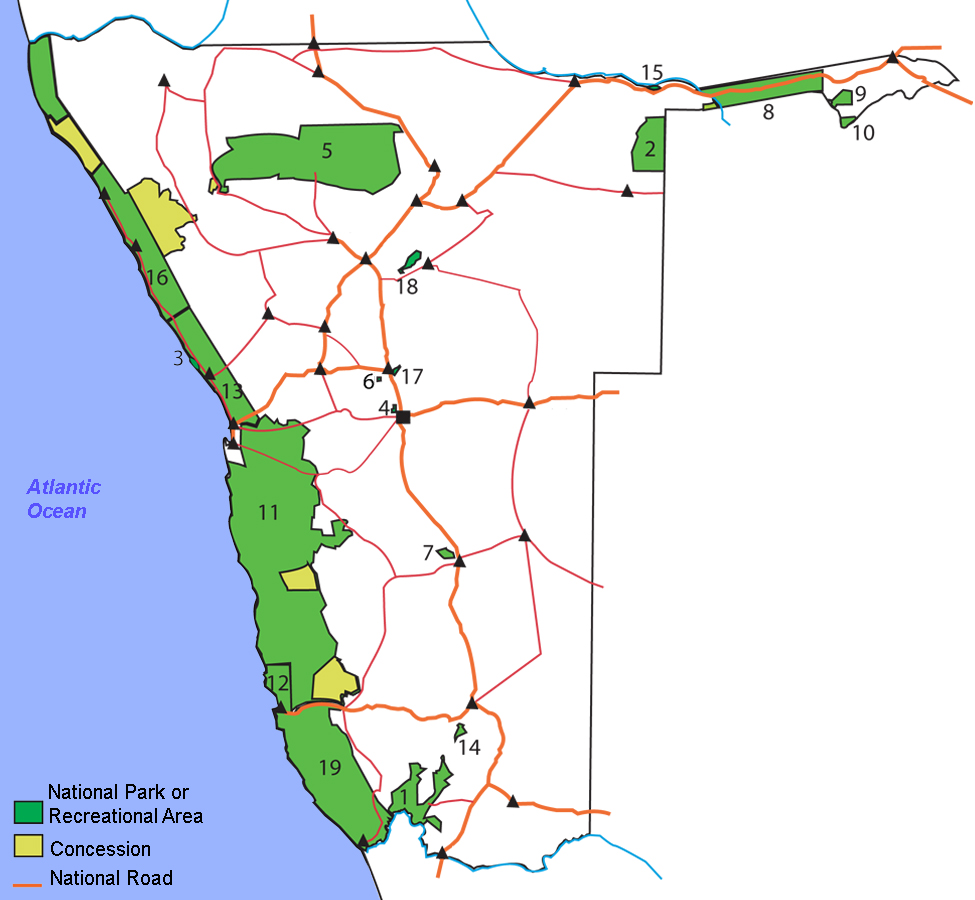
Parques nacionales de Namibia

- Parque nacional de Mudumu, creado en 1990 en Caprivi, 1.009 km².
- Parque nacional de Mamili o Nkasa Rupara, creado en 1990, 320 km².[1]
- Parque nacional de Bwabwata, 2007, 6100 km², en la franja de Caprivi, entre los ríos Okavango y Kwando.
- Parque nacional Dorob, creado en 2010, 1610 km² en la costa central de Namibia.
- Parque nacional Etosha, creado en 1907, 22.270 km².
- Parque nacional Costa de los Esqueletos, creado en 1971, 16.845 km².
- Parque nacional de Khaudom, creado en 1989, 4.000 km², al sur de la franja de Caprivi, en la frontera con Botsuana,.[2]
- Parque nacional de Mangetti, creado en 2008, 420 km², en el norte, en Kavango.[3]
- Parque nacional de Namib-Naukluft, creado en 1979, 49.768 km², centro-sur del país, junto al océano, dunas gigantes.
- Parque nacional de Sperrgebiet, creado en 2004, 26 000 km², costa atlántica hasta 100 km tierra adentro en una zona del desierto prohibida en gran parte por la explotación de los diamantes, cerca de Luderitz.[4]
- Parque nacional de Waterberg, 1972, 405 km², centro de Namibia, meseta de Waterberg.[5]

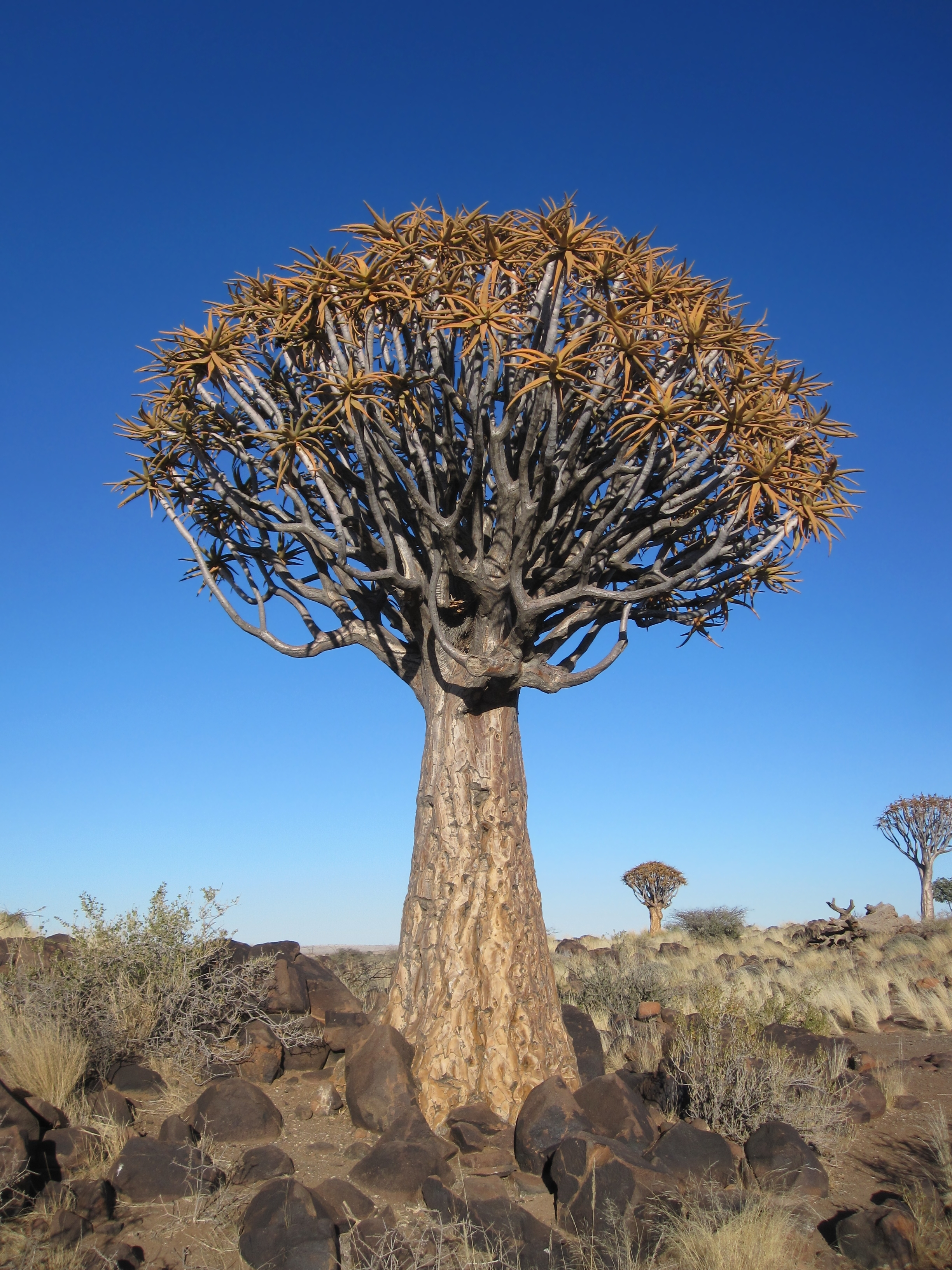
Árbol quiver o Aloidendron dichotomum, propio de los desiertos de Namibia.

- Parque nacional transfronterizo de ǀAi-ǀAis/Richtersveld. Es la unión desde 2003 de un parque de caza en Namibia, llamado de los manantiales termales de ǀAi-ǀAis, con 4354 km2, y del sudafricano Parque nacional de Richtersveld, dando un total de 6045 km2. En la parte de Namibia, en el sur del país, se encuentra el Cañón del río Fish, el mayor de África, con 550 m de profundidad en algunos lugares, 160 km de largo y 27 km de anchura. Donde más llueve, en el sudoeste, pueden caer de 58 a 275 mm anuales, en el interior, de 0 a 163 mm, y esto en el invierno meridional, de mayo a septiembre. En cuanto a las temperaturas, puede helar en invierno y en verano superan los 50 oC.[6] La vegetación es un ejemplo del megaecosistema conocido como karoo suculento, uno de los ecosistemas con mayor variedad de plantas del mundo. Se pueden encontrar plantas de 50 géneros de Mesembryanthemaceae de un total de 160 suculentas. En el parque se pueden encontrar 360 especies en un solo kilómetro cuadrado en una zona con 68 mm de lluvia anual. Los árboles asociados son el Aloidendron dichotomum o árbol quiver, y el también conocido como medio humano Pachypodium namaquanum. Entre los mamíferos se encuentran el cercopiteco verde, el papión chacma, chacales, zorros, caracales, leopardos, hienas, cebras, saltarrocas, antílope cabrío, raficero común o steenbok, duiker común, suricatas, mangostas, etc.[7]

- Parque nacional de Popa Game, 50 ha. El Parque de Popa Game es un parque de caza situado en torno a las cascadas y los rápidos conocidos como Popa Falls en el río Okavango, entre Divundu y Bagani. Cuando el río baja, el desnivel de los rápidos es de 4 metros sobre la cuarcita. El parque se fundó en 1989. Alberga hipopótamos, cocodrilos y 417 especies de aves. La vegetación es del tipo sabana. Se considera una parada popular, con un resort para los turistas del cercano Parque nacional de Khaudom, a 14 km.

- Termas de Gross Barmen, 1 km2. Es un oasis, a 100 km de Windhoek, alrededor de un manantial de agua caliente, donde se ha construido un resort a orillas del río Okahandja. Hay un embalse rodeado de palmas que atrae a unas 150 especies de aves.[8]

- Resort recreativo de Von Bach, 41 km2

- Resort recreativo de Hardap, 243 km2. En el sur de Namibia, en la región de Hardap, a 250 km al sur de Windhoek y 24 km al oeste de Mariental. Rodea el embalse de Hardap, el mayor del país, en el río Fish. El paisaje está formado por colinas de forma cónica de poca altura cuyo nombre nama denomina el lugar. [9]

- Reserva de focas del Cabo Cross, 10 km2

- Parque de caza de Daan Viljoen, 40 km2

- Resort recreativo de Naute, 235 km2

## Sitios Ramsar
- Bwabwata-Okavango, 469,6 km2. Número Ramsar 2193, en 18°12'S 21°43'E desde 2013. Comprende la parte inferior del río Okavango, que nace en Angola, consistente en un delta en forma de abanico con partes inundadas permanentemente y temporalmente en época de lluvias.¡, con llanuras inundables rodeadas por bosques de ribera y bosques abiertos. Hay elefantes, hipopótamos, leones,  garceta de garganta roja y grulla coronada cuelligrís entre otras numerosas especies propias de la ecorregión de las sabanas inundadas del Zambeze, con unas 400 especies de aves registradas, el mayor número en Namibia. Hay poca intervención humana con algunas granjas con cabras y vacas, y campos de maíz, mijo y sorgo. Hace frontera al sur con el sitio Ramsar del mismo delta en Botswana.[10] En el norte se encuentra el Parque nacional de Bwabwata, importante ruta de migración de Botsuana a Angola del elefante africano que procede del Okavango.

- Bahía de Walvis, 126 km2. Uno de los más antiguos, número 742, en 23°00'S 14°27'E, desde 1995. Es una reserva natural en la región de Erongo, en la costa namibia, al norte de las dunas rojas y al sur del desierto del Namib, en una península paralela a la costa frente a Walvis Bay (85.000 hab.). Lagunas de marea adyacentes a zonas intermareales en un zona de reunión de pelícanos, y barras de arena que sirven como descansaderos. Hay de 37.000 a 79.000 aves acuáticas, con especies que aparecen en gran número, como los flamencos. Hay explotaciones para extraer la sal y algo de desarrollo residencial.[11]

- Boca del río Orange, 5 km2. Número 744, en 28°40'S 16°30'E, desde 1995, en la región de Karas. El río Orange traza la frontera entre Namibia y Sudáfrica, y la zona es compartida. Es el único río permanente de la región. Forma una llanura de inundación (una especie de oasis lineales) en su parte final y en la boca, y barras de arena en una región muy árida, creando un hábitat idóneo para especies de plantas endémicas que se convierte en verano en el sexto humedal más rico de África del Sur.[12]

- Pan de Etosha, 6000 km2. Número 745, en 19°15'S 15°30'E, desde 1995. El pan o salar de Etosha cubre 222 km2 y forma parte de la cuenca Cuvelai-Etosha, un área transfronteriza entre Angola y Namibia que tiene 160.000 km2 y cuyo mayor lago es el Oponona, a 70 km de Etosha y que forma parte del sitio Ramsar. Es un sistema de ríos efímeros, panes o salares, praderas inundables, sabanas con palmeras de abanico, bosques y sabana arbustiva seca. En esta amplia región vive en 45 % de los habitantes de Namibia, en una economía de granjas de subsistencia y pesca en las zonas inundadas. El agua se extrae de pozas y manantiales. En la época de las lluvias hay flamencos.[13]

- Sandwich Harbour, 165 km2, número 743, en 23°22'S 14°28'E, desde 1995. Puerto natural al sur de Walvis Bay, en la costa de las dunas rojas, formado por una península arenosa paralela a la costa. Hay dos humedales diferentes y marismas asociadas. Una de las zonas está alimentada por un acuífero con su propia vegetación, pero tiende a desaparecer. El segundo, bajo influencia de las mareas, consiste en marismas y barras de arena. Es uno de los humedales más importantes de Namibia, con ocho especies de aves acuáticas amenazadas entre las numerosas que visitan el lugar. Hay sitios arqueológicos de hace mil años. Se practica la pesca, la recolección de guano y la caza. En los alrededores hay turismo, pero la zona se usa para investigación.[14]

## Patrimonio de la humanidad
- Mar de dunas del Namib, 30.777 km2. Es el único desierto del mundo que incluye extensas dunas influenciadas por la niebla. Cubre un área de unos 30.000 km2 y una zona colchón de 8995 km2, al sur de Walvis Bay. Está dentro del llamado desierto del Namib, de 80.000 km2, que cubre toda la costa de Namibia. Las dunas forman dos sistemas, uno antiguo semiconsolidado, y otro que se superpone ede dunas móviles. Las dunas se forman por el transporte de materiales procedentes de miles de kilómetros tierra adentro, que son llevadas por los ríos, el viento y las corrientes oceánicas. Se caracteriza por llanuras de grava, planicies costeras, colinas rocosas como inselbergs dentro de las dunas, con una laguna costera y ríos efímeros. La niebla es la principal fuente de agua, dando lugar a un ecosistema único de invertebrados endémicos, reptiles y mamíferos adaptados a los cambios en la vegetación, los microhábitats y los nichos ecológicos.[15] En francés, se conoce como erg (mar de dunas) del Namib, contenido por completo en el Parque nacional de Namib-Naukluft.[16]

## Áreas marinas protegidas
- Área Marina Protegida de las Islas de Namibia, 9497 km2. Casi un millón de hectáreas de zona protegida desde 2008 frente a la costa sur de Namibia, desde 24°29'10"S,14°30'0"E, al norte de Meob Bay, hasta 27°57'34"S,15°28'05"E, al sudoeste de Chamais Bay, que incluye islas, islotes y rocas. En 2012, se hicieron regulaciones para cada una de las islas.[17] Protege una zona en la que se encuentran focas, delfines y la ballena franca austral, así como numerosas aves marinas.[18] Hay otras seis áreas propuestas en la costa de Namibia por su interés,[19] conocidas como EBSAs (Ecologically or Biologically Significant Marine Areas)[20][21]